# 普萊森特維爾 (特拉華州)
普萊森特維爾（英語：Pleasantville）是位於美國特拉華州紐卡斯爾縣的一個非建制地區。該地的面積和人口皆未知。

## 地理
普萊森特維爾的座標為39°39′50″N 75°37′34″W / 39.66389°N 75.62611°W，而該地的平均海拔高度為22米（即72英尺）。